# Mary-Estelle Kapalu
Mary-Estelle Kapalu, po mężu Mahuk (ur. 11 sierpnia 1966 w Tannie) – vanuacka lekkoatletka.

## Kariera

### Początki
Lekkoatletykę uprawia od siódmego roku życia.

### Igrzyska olimpijskie
Kapalu trzykrotnie startowała na igrzyskach olimpijskich: w 1992, 1996 i 2000. Na wszystkich igrzyskach startowała w biegu na 400 m ppł, a w 1992 dodatkowo wzięła jeszcze udział w biegu na 400 m. Za każdym razem odpadała w pierwszej rundzie. W Barcelonie zarówno w biegu na 400 m, jak i na 400 m ppł zajmowała ostatnie, 7. miejsce w swoim biegu eliminacyjnym. Na 400 m uzyskała czas 55,75 s, natomiast na 400 m ppł – 1:00,97 s. W Atlancie była 6. w swoim biegu eliminacyjnym na 400 m ppł z czasem 58,68 s. W Sydney uplasowała się na ostatniej, 5. pozycji w swoim biegu eliminacyjnym z czasem 1:02,68 s. Na ostatnich igrzyskach była chorążym vanuackiej kadry.

### Igrzyska Południowego Pacyfiku
Reprezentantka Vanuatu jest jedenastokrotną medalistką igrzysk Południowego Pacyfiku. Swój pierwszy medal wywalczyła w 1983, gdy zdobyła brąz na 400 m z czasem 59,05 s. Kolejne trofea zyskała w 1991. Wywalczyła wówczas złoto na 400 m z czasem 55,82 s i 400 m ppł z czasem 1:00,98 s. W 1995 zdobyła złoto na 400 m z czasem 54,69 s i 400 m ppł z czasem 59,65 s, srebro na 200 m z czasem 24,85 s i brąz na 800 m z czasem 2:13,69 s. W 1999 wywalczyła złoto na 400 m z czasem 54,30 s i 400 m ppł z czasem 58,90 s (aktualny rekord igrzysk Południowego Pacyfiku), srebro na 800 m z czasem 2:18,33 s i brąz na 200 m z czasem 25,16 s.

### Miniigrzyska Południowego Pacyfiku
Kapalu to trzykrotna medalistka miniigrzysk Południowego Pacyfiku. W 1985 zdobyła srebro na 400 m z czasem 58,95 s, a w 1993 wywalczyła złoto na 400 m z czasem 54,25 s i 400 m ppł z czasem 1:00,99 s.

### Mistrzostwa Oceanii
Siedmiokrotna medalistka mistrzostw Oceanii. W 1994 zdobyła złoto na 400 m z czasem 55,72 s i 400 m ppł z czasem 1:01,70 s. W 1998 wywalczyła srebro na 400 m z czasem 55,06 s, 800 m z czasem 2:23,94 s i 400 m ppł z czasem 1:01,10 s. W 2000 zdobyła złoto na 400 m z czasem 55,37 s i 400 m ppł z czasem 1:00,62 s.

### Mistrzostwa Południowego Pacyfiku
Jest trzykrotną medalistką mistrzostw Południowego Pacyfiku z 1984. Wywalczyła wówczas złoto na 200 m z czasem 25,7 s i 400 m z czasem 59,4 s oraz srebro na 100 m z czasem 12,7 s.

### Inne zawody i wyróżnienia
W 1998 wystartowała w igrzyskach Wspólnoty Narodów, na których zajęła 7. miejsce w biegu na 400 m ppł z czasem 59,87 s. W 2005 została wyróżniona nagrodą honorową Oceania Athletics Association.

### Rekordy życiowe
- bieg na 100 metrów – 12,69 s ( Tereora, 1 sierpnia 1985)
- bieg na 200 metrów – 24,85 s ( Pirae, 4 czerwca 1995)
- bieg na 400 metrów – 53,92 s ( Göteborg, 5 sierpnia 1995)
- bieg na 800 metrów – 2:13,69 s ( Pirae, 5 sierpnia 1995)
- bieg na 400 metrów przez płotki – 58,68 s ( Atlanta, 28 lipca 1996, Letnie Igrzyska Olimpijskie 1996)
- skok w dal – 5,20 m (3 września 1984)